# 周懋文
周懋文（1479年—？），字存質，直隸蘇州府崑山縣人，民籍，明朝政治人物。

## 生平
正德五年（1510年）庚午科應天府鄉試第一百十一名舉人。正德六年（1511年）中式辛未科會試第一百十一名，登第三甲第二百二十一名進士。

## 家族
曾祖周□；祖父周□；父周傑，母項氏。重庆下。